# Octopus aculeatus
Octopus aculeatus är en bläckfiskart som beskrevs av D'Orbigny 1834 in Férussac. Octopus aculeatus ingår i släktet Octopus och familjen Octopodidae. Inga underarter finns listade i Catalogue of Life.